# Studenycia (obwód chmielnicki)
Studenycia (ukr. Студениця) – dawna wieś na Ukrainie, w obwodzie chmielnickim, w rejonie kamienieckim, u ujścia rzeki Studenyci do Dniestru. Zatopiona w 1981 roku przy budowie sztucznego zbiornika.
W 1768 roku Mikołaj Maciej Stadnicki został komisarzem przy zamianie dóbr ziemskich Studenica z przyległościami w województwie podolskim, należących do krajczego koronnego Józefa Potockiego na dobra królewskie Kryłówka w województwie ruskim.